# Park Narodowy El Histórico Coyoacán

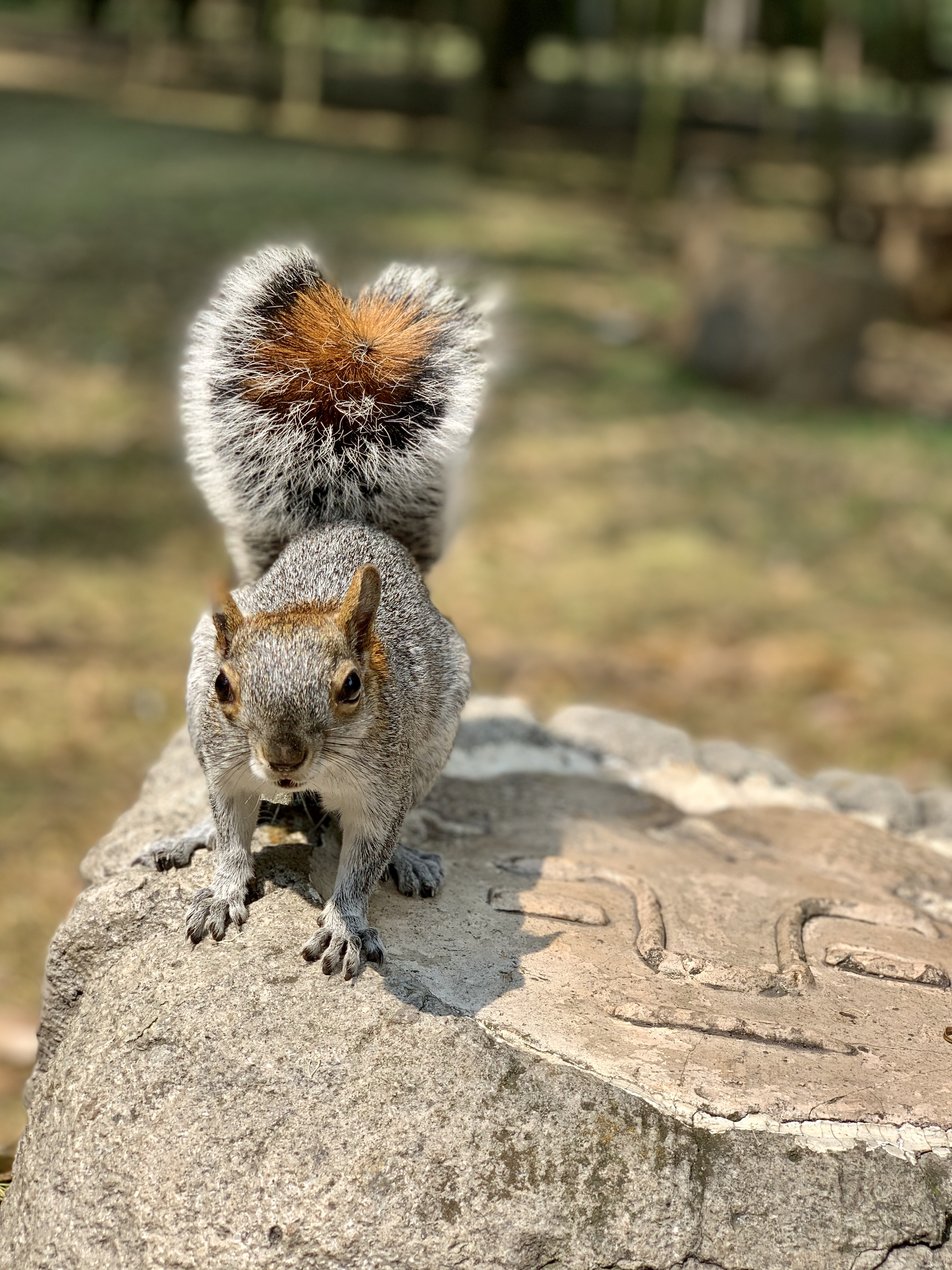
Wiewiórka rudobrzucha w parku

Park Narodowy El Histórico Coyoacán (hiszp. Parque nacional El Histórico Coyoacán) – park narodowy w Meksyku, w mieście Meksyk, jego dzielnicy Coyoacán. Został utworzony 26 września 1938 roku i zajmuje obszar 0,40 km².

## Opis
Park znajduje się prawie w centrum stolicy Meksyku i była to początkowo (od 1907 roku) szkółka leśna. Po powiększeniu jej powierzchni w latach trzydziestych XX wieku powstał tu park miejski o statusie parku narodowego. Mimo tego, że znajduje się w mieście występuje tu duża różnorodność flory i fauny.

## Flora i fauna
Rosną tu narażony na wyginięcie (VU) Pinus greggii, a także m.in.: Salix bonplandiana, cynia wytworna, Buddleja cordata, Convolvulus crenatifolius, Tillandsia recurvata, Acalypha mexicana i Agave mapisaga.
Ssaki żyjące w parku to m.in.: wiewiórka rudobrzucha, szopik pręgoogonowy, dydelf wirginijski, susłouch skalny, kojot preriowy, urocjon wirginijski, pancernik dziewięciopaskowy i królak florydzki.
Ptaki tu występujące to m.in.: cytrynka uboga, ametystowczyk jaskółczy, myszołów rdzawosterny, pustułka amerykańska, przedrzeźniacz krzywodzioby, gołębiak białoskrzydły, gołąbeczek aztecki i puchacz wirginijski.
Płazy i gady żyjące w parku to zagrożony wyginięciem (EN) Ambystoma altamirani, a także m.in.: ajolot, Thamnophis eques, Ctenosaura pectinata, Rhinella horribilis, Conopsis lineata, Sceloporus torquatus i Sceloporus grammicus.